# British Columbia Highway 7A
Der Highway 7A in der kanadischen Provinz British Columbia war allgemein unter Barnet Highway bzw. als Hastings Street bekannt. So wurde die Straße auch auf Straßenschildern ausgewiesen. Der Highway 7A entsprach dem ursprünglichen Verlauf des Highway 7 zwischen dem Hafen von Vancouver und Port Moody. Der Highway wurde 2006 als solcher aufgegeben und steht nunmehr unter kommunaler Verwaltung.

## Straßenverlauf
Der 26 km lange Highway 7A folgte zu einem großen Teil parallel zur Canadian Pacific Railway. Der Highway begann an der Seymour Street in Downtown Vancouver und führte 8 km auf der Hastings Street, dabei kreuzte er den Highway 1. Später erreichte die Straße die Boundary Road und durchquerte Burnaby. Der Highway 7A verlief weiter nach Osten, bog später auf den Inlet Drive ab und danach auf den Barnet Highway.